# حالة صلبة
الحالة الصلبة في الفيزياء وفي الكيمياء هي إحدى الحالات الأساسية الأربعة للمادة بجوار الحالة الغازية والحالة السائلة والبلازما. يتم تجميع الجزيئات الموجودة في المادة الصلبة معًا بشكل وثيق وتحتوي على كمية أقل من الطاقة الحركية. تتميز المادة الصلبة بالصلابة الهيكلية ومقاومة القوة المطبقة على السطح. لا يتدفق الجسم الصلب ليأخذ شكل الحاوية الخاصة به على عكس السائل، ولا يتمدد لملء الحجم المتاح بالكامل مثل الغاز. ترتبط الذرات الموجودة في المادة الصلبة ببعضها البعض، إما في شبكة هندسية منتظمة (جوامد بلورية، تشمل المعادن والجليد العادي)، أو بشكل غير منتظم (مادة صلبة غير متبلورة مثل زجاج النوافذ العادي). لا يمكن ضغط المواد الصلبة بضغط ضئيل بينما يمكن ضغط الغازات بضغط قليل لأن الجزيئات في الغاز معبأة بشكل غير محكم.

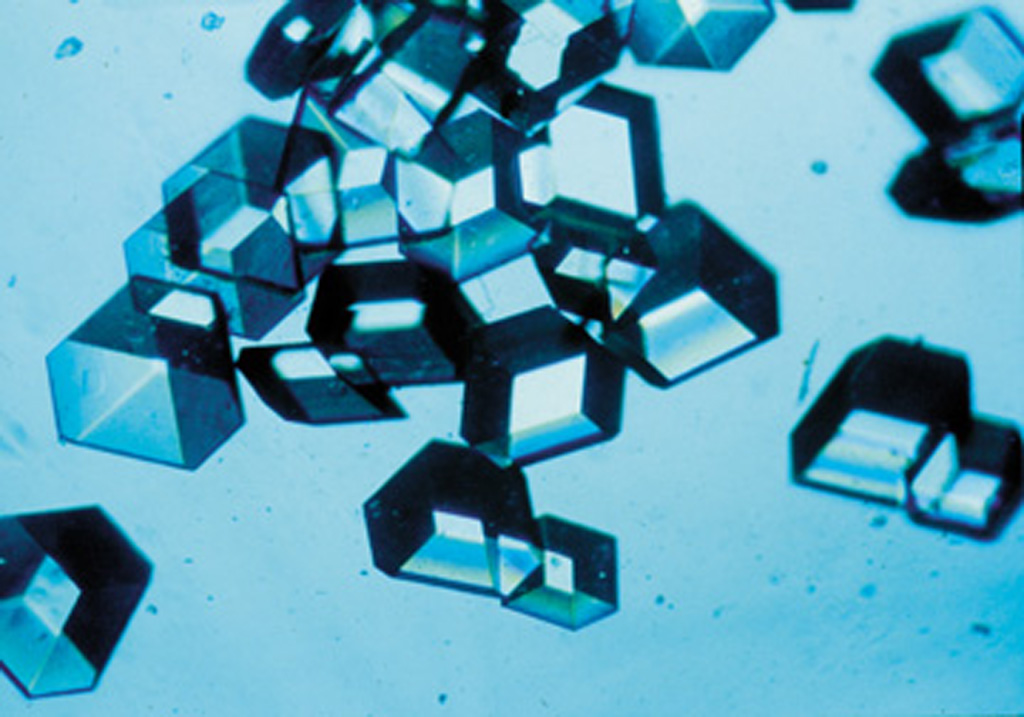
شكل بلورة أحادية من الإنسولين الصلب.

فرع الفيزياء الذي يتعامل مع المواد الصلبة يسمى فيزياء الجوامد، وهي نوع من أنواع فيزياء المواد المكثفة. علم المواد يهتم في المقام الأول بخواص المواد الصلبة مثل قوة الشد، وتحول المواد من صورة لأخرى. وهذا يتداخل مع فيزياء الجوامد. كيمياء الجوامد تتداخل معهما أيضا، ولكنها تهتم خاصة بتصنيع المواد النبيلة.
المادة الصلبة في الهندسة تعني جسم ثلاثي الأبعاد. وهي حالة مادة، تقاوم التشوه وتغيير الحجم.
وبالأبعاد المجهرية، فإن للمادة الصلبة اربع خصائص:
- الذرات أو الجزئيات التي تكون المادة الصلبة تتواجد في صورة قريبة من بعضها.
- هذه العناصر الصلبة لها مكان ثابت في الفراغ بالنسبة لبعضها. لهذا ترجع صلابة المواد الصلبة.
  - وبتطبيق القوة الكافية، فإن هذه الخواص تتلاشى، ويسبب هذا التغيير تشوهاً دائماً.
- ولأن كل مادة صلبة لها طاقة حرارية، فإن ذراتها تهتز. ولكن هذه الاهتزازات صغيرة وسريعة للغاية، ولا يمكن ملاحظتها تحت الظروف العادية.

## الوصف المجهري

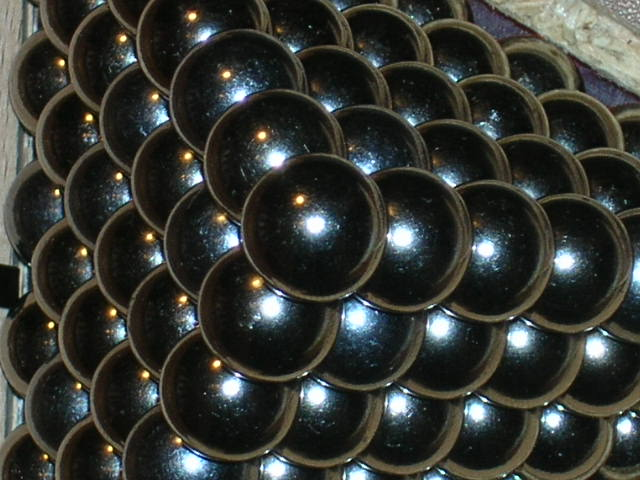
نموذج لذرات معبأة بشكل وثيق داخل مادة صلبة بلورية.

قد يتم ترتيب الذرات أو الجزيئات أو الأيونات التي تشكل المواد الصلبة في نمط متكرر منظم، أو بشكل غير منتظم. تُعرف المواد التي يتم ترتيب مكوناتها في نمط منتظم بالبلورات. في بعض الحالات، يمكن أن يستمر الترتيب العادي للبلورة دون انقطاع على نطاق واسع، على سبيل المثال الألماس، حيث تكون كل ماسة عبارة عن بلورة واحدة. الأجسام الصلبة الكبيرة التي يمكن رؤيتها بوضوح نادرًا ما تتكون من بلورة واحدة، ولكنها بدلاً من ذلك تتكون من عدد كبير من البلورات المفردة، المعروفة باسم الحبيبات البلورية، والتي يمكن أن يختلف حجمها من بضعة نانومترات إلى عدة أمتار. جميع المعادن الشائعة تقريبًا، والعديد من السيراميكات، هي متعددة الكريستالات.
في المواد الصلبة الأخرى، يكون فيها ترتيب الذرات غير منتظم. تُعرف هذه المواد بالمواد الصلبة غير المتبلورة؛ وتشمل الأمثلة البوليسترين والزجاج. يعتمد كون المادة الصلبة متبلورة أو غير متبلورة على المادة المعنية والظروف التي تشكلت فيها. تميل المواد الصلبة التي تتشكل عن طريق التبريد البطيء إلى أن تكون بلورية، في حين أن المواد الصلبة التي يتم تجميدها بسرعة من المرجح أن تكون غير متبلورة. وبالمثل، تعتمد البنية البلورية المحددة التي تتبناها مادة صلبة بلورية على المادة التي كونتها.
في حين أن العديد من المواد الصلبة الشائعة، مثل مكعب الثلج أو العملة المعدنية، متطابقة كيميائيًا في جميع الأنحاء، فإن العديد من المواد الصلبة الشائعة الأخرى تشتمل على عدد من المواد المختلفة المركبة معًا، على سبيل المثال؛ الصخور وهي عبارة عن مجموعة من العديد من المعادن والمواد المعدنية المختلفة، تتكون بدون تركيبة كيميائية محددة. الخشب أيضًا مادة عضوية طبيعية تتكون أساسًا من ألياف السليلوز المدمجة في مصفوفة من الليغنين العضوي. في علم المواد، يمكن تصميم المواد المركبة لأكثر من مادة واحدة للحصول على الخصائص المرغوبة.